# Maison à demi-niveaux

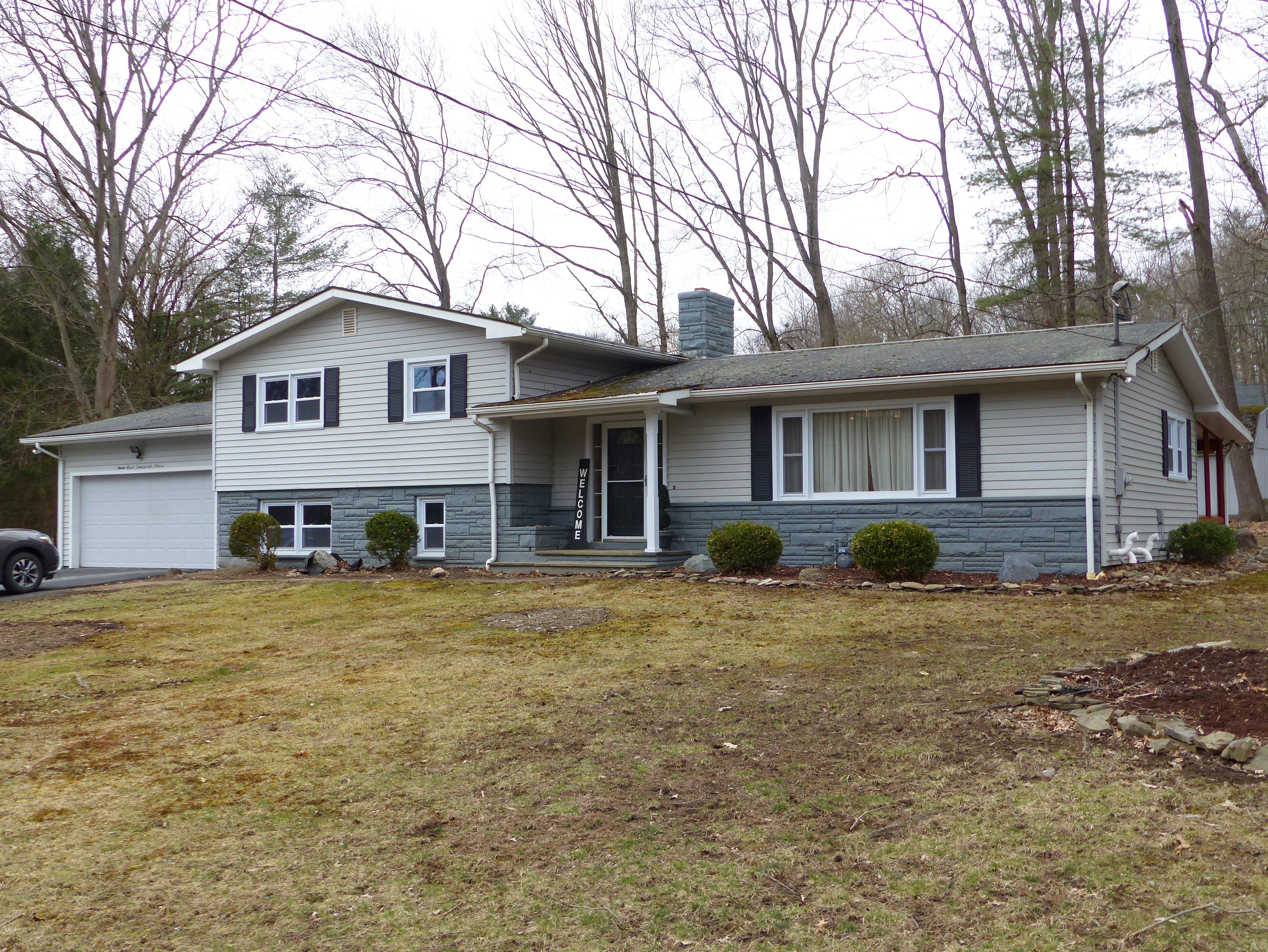
çModèle de maison à demi-niveaux.

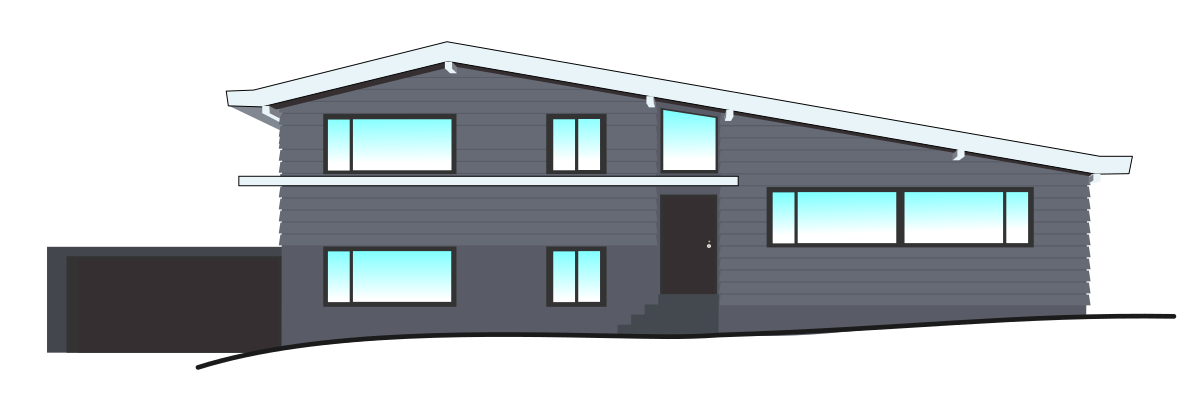
Croquis de maison à demi-niveaux.

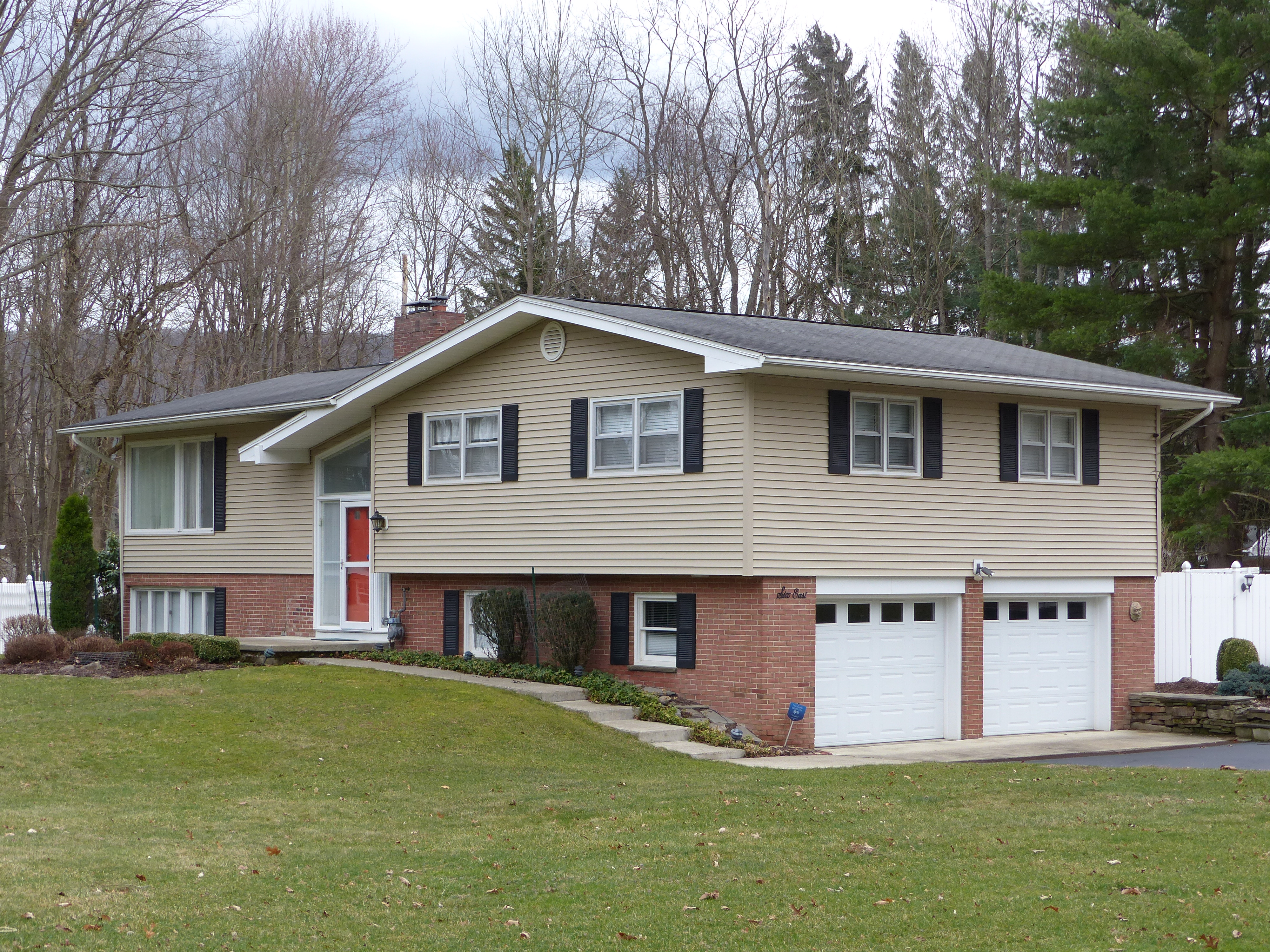
Modèle de maison à demi-niveaux.

Une maison à demi-niveaux (ou maison à paliers ou encore split-level au Québec) est un style de maison dans lequel les niveaux des étages sont décalés de quelques marches. Généralement, deux petites séries d'escaliers, l'une montant vers le niveau d'une chambre et l'autre descendant vers un sous-sol permettent de la distinguer.

## Histoire
Le style gagne en popularité en Amérique du Nord au milieu du XXe siècle, à mesure que les banlieues se développent après la Seconde Guerre mondiale. Il devient un style de logement populaire à partir des années 1950. 

### Construction usuelle
La maison à demi-niveaux typique comporte deux ou trois petits escaliers et trois (tri-niveau) ou quatre (quadru-niveau) niveaux. L'entrée en façade se situe à un étage intermédiaire entre deux étages. La porte d'entrée s'ouvre directement sur ce qui est habituellement le salon formel, qui est généralement partiellement au-dessus du niveau du sol. En dessous, il peut y avoir un petit vide sanitaire. Le niveau inférieur est une zone finie partiellement souterraine (environ trois pieds sous le niveau du sol) et doit avoir une porte d'entrée extérieure. Au-dessus du niveau inférieur se trouvent les chambres. Parfois, un petit étage au-dessus de la chambre à coucher abrite une autre chambre simple. Au-dessus se trouve généralement un grenier accessible soit par un autre escalier, soit par une ouverture placée en hauteur dans un placard.

## Spécificités régionales
Dans certaines régions, comme le Nord-Est des États-Unis, l'appellation « split level » peut être utilisée pour désigner une maison à deux niveaux avec une entrée divisée (« split entry »). Il s'agit d'une maison à deux étages qui possède un petit hall d'entrée débouchant directement sur des escaliers qui se « divisent » : un escalier monte (généralement vers le salon, la cuisine et les chambres) et l'autre descend (généralement vers une salle familiale et un garage/espace de rangement). 